# 닛타촌 (미야기현)
닛타촌(新田村)은 일본 미야기현 도메군에 설치되었던 촌이다.